# Giorgio III di Anhalt-Dessau
Giorgio III di Anhalt-Dessau (Dessau, 15 agosto 1507 – Dessau, 17 ottobre 1553) è stato principe di Anhalt-Dessau, un principato nella zona dell'odierna Sassonia-Anhalt che si trova nella ex Repubblica Democratica Tedesca.

## Biografia

### I primi anni
Avendo perso il padre in giovane età, venne cresciuto coi fratelli dalla madre, la duchessa di Münsterberg. Su influenza di un suo parente, il vescovo Adolfo di 
Merseburg, venne elevato al grado di canonico in quella sede nel 1518 e frequentò l'Università di Lipsia, dove insegnava Georg Helt. Nel 1524 Adolfo lo consacrò sacerdote. Incline al luteranesimo, egli compì profondi studi della Bibbia e dei Padri della Chiesa attraverso lo studio della storia della cristianità. Alla morte della madre (giugno 1530) e dopo la Dieta di Augusta (nello stesso anno) Giorgio e i suoi fratelli si trovarono quasi obbligati dalle pressioni interne ad allearsi con i riformati.

### L'impegno nella confessione luterana
Dopo la celebrazione della prima messa a Dessau, nel 1534, Giorgio visitò le locali chiese del distretto e realizzò, ove necessario, la maggior parte dei cambiamenti necessari alle pratiche religiose, in accordo con la propria naturale disposizione alle tesi di Martin Lutero. Amante della pace, egli cercò però di dissuadere Lutero dalla pubblicazione, nel 1538, del trattato Wider den Bischof zu Magdeburg; allo stesso modo, nel 1542, lo persuase a non far circolare il Trattato sul Feudo di Wurzen. Nel 1544 il protettore della cattedrale di Merseburg, Maurizio di Sassonia, nominò suo fratello, il duca Augusto di Sassonia, quale amministratore della medesima in sua assenza, ma, dal momento che questi non aveva ricevuto gli ordini sacri, egli designò Giorgio di Anhalt-Dessau quale suo "coadiutore negli affari spirituali". In questa carica procedette con Antonius Musa, che era stato appena nominato canonico della cattedrale di Merseburg, ad una visita sistematica alle parrocchie locali, mostrando grandi doti di pazienza, tatto e previdenza. Successivamente ebbe un incontro con Maurizio circa la liturgia da adottare che, secondo i suoi suggerimenti e seguendo le linee guida gettate dai concistori di Merseburg e Meißen, venne ufficialmente redatta all'abbazia di Altenzellle nel 1545. Nel giro di due anni Giorgio riunì il clero della cattedrale in un sinodo a Merseburg, che fu anche l'occasione per discorrere sulle problematiche del tempo. Egli basò queste conciones synodicae sulle linee di pensiero fornitegli da Melantone. Solo alcuni di questi sermoni ci sono giunti e ci permettono ancora oggi di ravvisarne un'esposizione lucida e temperata.

### Gli ultimi anni
Al contrario, allo scoppio della guerra della Lega di Smalcalda, Giorgio diede protezione al fuggitivo Joachim Camerarius ed alla sua famiglia, intercedette per Justus Jonas, che era incorso in dissapori con Maurizio di Sassonia, e tentò di risollevare il clero dai disaccordi interni. D'altra parte si schierò nettamente contro l'Interim di Augusta, collaborando alla preparazione dell'Interim di Lipsia, contrario al primo. Nel 1549 il candidato dell'imperatore alla sede di Merseburg, Michael Heldingk (Sidonius) venne approvato dal capitolo della cattedrale. Sino al suo arrivo, Giorgio continuò nella sua opera di apostolato e di amministrazione della diocesi. Per intensificare il ruolo della confessione luterana nella diocesi, egli diffuse i propri sermoni "Sui falsi profeti" e "Sul giusto modo di amministrare il sacramento del corpo e del sangue di Cristo", che erano diretti contro Roma e contro i fanatici del cattolicesimo. Dopo questi atti, si ritirò ad Anhalt. Soggiornando in gran parte a Warmsdorf, continuò la disputa tra luterani e cattolici, cogliendo l'occasione per affrontare le tematiche esposte da Andreas Osiander. Morì a Dessau di malattia e Melantone compose per lui un epitaffio. Per la sua pietà e per il suo carattere pacifico e tranquillo, si garantì l'appellativo di Devoto o Pio.
La sua biblioteca personale, conservata ancora oggi intatta a Dessau, è stata oggetto di una grandiosa mostra in occasione dei 500 anni dalla sua nascita, nel 2007.